# Pro Patria Gallaratese G.B. 2006-2007
Questa voce raccoglie le informazioni riguardanti la Pro Patria Gallaratese G.B. nelle competizioni ufficiali della stagione 2006-2007.

## Stagione
Nella stagione 2006-2007 dopo un girone di andata condotto costantemente sul filo dei play-out, alla 16ª giornata viene esonerato Marco Rossi e al suo posto arriva Loris Dominissini; la squadra resta comunque nei bassifondi e alla 31ª giornata, con la Pro Patria al quart'ultimo posto in classifica, ritorna in panchina Marco Rossi, con il quale si evitano i Play-out, anche grazie a tre vittorie consecutive nelle ultime tre giornate. In particolare, nella partita contro il Pisa allo "Speroni", la Pro Patria, sotto di due reti dopo mezz'ora, e in dieci uomini, prima pareggia e poi, con un altro espulso per ciascuna squadra, segna altre due reti per un finale di (4-2), foriero di salvezza, che si concretizza poi con altre due vittorie nelle due ultime giornate. Protagonista ancora una volta, della stagione bustocca l'abruzzese Gianluca Temelin, autore di 16 reti in campionato. Nella Coppa Italia di Serie C i Tigrotti sono stati eliminati nel girone A di qualificazione, che ha promosso il Legnano, ottenendo comunque 2 vittorie e 2 pareggi, ma decisivo lo scivolone subito (4-0) a Legnano.

## Divise e sponsor
Lo sponsor tecnico per la stagione 2006-2007 è Legea; sulla maglia, per il quinto e ultimo anno, vi è come sponsor "Ge.S.A." (Gestione Servizi Aziendali).
La prima maglia resta la classica biancoblu, la seconda maglia è completamente rossa.
| 1ª maglia | 2ª maglia |

## Organigramma societario
| Staff dell'area amministrativa - Alberto Armiraglio - Presidente - Roberto Vender - Amministratore Delegato - Riccardo Guffanti - Direttore Generale - Angelo Carbone - Direttore Sportivo - Giuseppe Gonnella - Team Manager - Andrea Pellegatta - Segretario generale - Saverio Granato - Segretario | Staff dell'area tecnica - Marco Rossi, poi Loris Dominissini, poi Marco Rossi - Allenatori - Antonello De Giorgi - Allenatore in 2ª - Maurizio Fanchini - Preparatore Atletico - Gianluca Castiglioni - Medico sociale - Mauro Monza - Massaggiatore |

## Rosa
| N. |                   | Ruolo | Calciatore          |
| -- | ----------------- | ----- | ------------------- |
|    | Italia (bandiera) | P     | Michele Arcari      |
|    | Italia (bandiera) | P     | Andrea Capelletti   |
|    | Italia (bandiera) | D     | Gionata Bruni       |
|    | Italia (bandiera) | D     | Marco Candrina      |
|    | Italia (bandiera) | D     | Andrea Citterio     |
|    | Italia (bandiera) | D     | Giuseppe Gallina    |
|    | Italia (bandiera) | D     | Raffaele Francioso  |
|    | Italia (bandiera) | D     | Nicolas Giani       |
|    | Italia (bandiera) | D     | Giuseppe Imburgia   |
|    | Italia (bandiera) | D     | Luca Perfetti       |
|    | Italia (bandiera) | D     | Christian Terni     |
|    | Italia (bandiera) | D     | Paolo Tramezzani    |
|    | Italia (bandiera) | C     | Fabrizio Biava      |
|    | Italia (bandiera) | C     | Michele De Agostini |

| N. |                   | Ruolo | Calciatore            |
| -- | ----------------- | ----- | --------------------- |
|    | Italia (bandiera) | C     | Paolo De Cristofaro   |
|    | Italia (bandiera) | C     | Davide Iacono         |
|    | Italia (bandiera) | C     | Dino Marino           |
|    | Italia (bandiera) | C     | Vanni Pessotto        |
|    | Italia (bandiera) | C     | Giuseppe Ticli        |
|    | Italia (bandiera) | C     | Carlo Raffaele Trezzi |
|    | Italia (bandiera) | C     | Fabian Valtolina      |
|    | Italia (bandiera) | C     | Andrea Vecchio        |
|    | Italia (bandiera) | A     | Gabriele Ambrosetti   |
|    | Italia (bandiera) | A     | Fabio Artico          |
|    | Italia (bandiera) | A     | Matteo Ferrario       |
|    | Italia (bandiera) | A     | Alex Gibbs            |
|    | Italia (bandiera) | A     | Daniele Rosso         |
|    | Italia (bandiera) | A     | Gianluca Temelin      |

## Risultati

### Campionato

#### Girone di andata
| Arbitro: | Andolfatto (Bassano del Grappa) |

|               |           |  |
| Romanelli 88’ | Marcatori |  |

| Arbitro: | Didato (Agrigento) |

|  |           |                                                                 |
|  | Marcatori | 13’ (rig.) Coti 27’ (aut.) Citterio 51’, 58’ Egbedi 66’ Beretta |

| Arbitro: | Tozzi (Lido di Ostia) |

|  |           |                  |
|  | Marcatori | 12’, 62’ Temelin |

| Arbitro: | Lioce (Molfetta) |

|                 |           |                 |
| Artico 15’, 59’ | Marcatori | 84’ Al. Bianchi |

| Arbitro: | Pinzani (Empoli) |

|          |           |             |
| Pepe 76’ | Marcatori | 17’ Vecchio |

| Arbitro: | De Toni (Schio) |

|                                      |           |          |
| Artico 31’ Temelin 49’ Valtolina 87’ | Marcatori | 18’ Leto |

| Busto Arsizio 16 ottobre 2006 7ª giornata | Pro Patria                     | 0 – 0 | Ivrea | Stadio Carlo Speroni\| Arbitro: \| Corletto (Castelfranco Veneto) \| |
| Arbitro:                                  | Corletto (Castelfranco Veneto) |       |       |                                                                      |

| Arbitro: | Manna (Isernia) |

|              |           |                |
| Bonfanti 65’ | Marcatori | 35’ Ambrosetti |

| Arbitro: | Calvarese (Teramo) |

|  |           |                             |
|  | Marcatori | 44’ O. Russo 48’ Sinigaglia |

| Massa 5 novembre 2006 10ª giornata | Massese             | 0 – 0 | Pro Patria | Stadio degli Oliveti\| Arbitro: \| Zanichelli (Genova) \| |
| Arbitro:                           | Zanichelli (Genova) |       |            |                                                           |

| Arbitro: | Ruini (Reggio Emilia) |

|                                 |           |                            |
| Temelin 83’ (rig.) D. Rosso 90’ | Marcatori | 19’ Bandirali 69’ Veronese |

| Arbitro: | Gallione (Alessandria) |

|                                                     |           |  |
| M. Moro 4’, 14’ Gennari 60’ Poggi 78’, 90+2’ (rig.) | Marcatori |  |

| Arbitro: | Branciforte (Nuoro) |

|                                        |           |             |
| Selva 12’, 31’ (rig.) Erpen 79’ (rig.) | Marcatori | 88’ Temelin |

| Arbitro: | Baratta (Salerno) |

|  |           |                             |
|  | Marcatori | 19’ De Gasperi 44’ Giacobbo |

| Arbitro: | Giancola (Vasto) |

|             |           |  |
| Ciotola 72’ | Marcatori |  |

| Arbitro: | Palazzino (Ciampino) |

|                              |           |  |
| D. Rosso 59’ D. Marino 90+1’ | Marcatori |  |

| Arbitro: | Zanardo (Conegliano) |

|             |           |  |
| Bagnara 88’ | Marcatori |  |

#### Girone di ritorno
| Busto Arsizio 14 gennaio 2007 18ª giornata | Pro Patria        | 0 – 0 | Pistoiese | Stadio Carlo Speroni\| Arbitro: \| Forconi (Aprilia) \| |
| Arbitro:                                   | Forconi (Aprilia) |       |           |                                                         |

| Arbitro: | Valeri (Roma) |

|             |           |  |
| Fabiano 39’ | Marcatori |  |

| Arbitro: | Meli (Parma) |

|             |           |  |
| Vecchio 80’ | Marcatori |  |

| Arbitro: | Lioce (Molfetta) |

|                             |           |  |
| Consonni 16’ E.M. Amore 59’ | Marcatori |  |

| Arbitro: | Barbirati (Ferrara) |

|                               |           |                              |
| Temelin 8’ (rig.), 43’ (rig.) | Marcatori | 25’ Bloudek 86’ M. Stendardo |

| Arbitro: | Lupo (Matera) |

|           |           |               |
| Basso 65’ | Marcatori | 51’ D. Marino |

| Arbitro: | Peruzzo (Schio) |

|                  |           |                  |
| Bertani 26’, 33’ | Marcatori | 13’, 52’ Temelin |

| Arbitro: | Barletta (Bernalda) |

|                           |           |  |
| Temelin 29’ D. Marino 46’ | Marcatori |  |

| Arbitro: | Borracci (San Benedetto del Tronto) |

|             |           |  |
| Tarallo 70’ | Marcatori |  |

| Arbitro: | Meli (Parma) |

|                        |           |               |
| Temelin 1’ Vecchio 30’ | Marcatori | 63’ Silvestri |

| Arbitro: | Stallone (Foggia) |

|             |           |            |
| Scalise 57’ | Marcatori | 47’ Artico |

| Arbitro: | Vuoto (Livorno) |

|                         |           |                              |
| D. Rosso 59’ Artico 61’ | Marcatori | 6’ Mei 64’ (aut.) Capelletti |

| Arbitro: | Pinzani (Empoli) |

|  |           |             |
|  | Marcatori | 88’ Benetti |

| Arbitro: | Passeri (Gubbio) |

|                   |           |           |
| Volpe 3’ Iori 42’ | Marcatori | 10’ Giani |

| Arbitro: | Scoditti (Bologna) |

|                                      |           |                          |
| Temelin 39’, 41’, 60’ Tramezzani 84’ | Marcatori | 10’ (rig.), 29’ Biancone |

| Arbitro: | C. Russo (Nola) |

|  |           |                    |
|  | Marcatori | 23’ (rig.) Temelin |

| Arbitro: | Puruzzo (Schio) |

|             |           |  |
| Temelin 58’ | Marcatori |  |

### Coppa Italia Serie C

#### Fase a gironi
Girone A
| Arbitro: | Tidona (Torino) |

|               |           |               |
| Valtolina 19’ | Marcatori | 86’ Lambrughi |

| Arbitro: | Zanichelli (Genova) |

|               |           |                          |
| Ferronato 11’ | Marcatori | 27’ Ambrosetti 66’ Gibbs |

| Arbitro: | Santonocito (Abbiategrasso) |

|                                                      |           |  |
| Moscelli 36’ (rig.) C. Giordano 64’ Bettini 70’, 86’ | Marcatori |  |

| Busto Arsizio 6 settembre 2006 4ª giornata | Pro Patria         | 0 – 0 | Biellese | Stadio Carlo Speroni\| Arbitro: \| Barbiero (Vicenza) \| |
| Arbitro:                                   | Barbiero (Vicenza) |       |          |                                                          |

| Arbitro: | Tasso (La Spezia) |

|  |           |           |
|  | Marcatori | 71’ Gibbs |

## Statistiche

### Statistiche di squadra
| Competizione         | Punti | In casa | In casa | In casa | In casa | In casa | In casa | In trasferta | In trasferta | In trasferta | In trasferta | In trasferta | In trasferta | Totale | Totale | Totale | Totale | Totale | Totale | DR  |
| Competizione         | Punti | G       | V       | N       | P       | Gf      | Gs      | G            | V            | N            | P            | Gf           | Gs           | G      | V      | N      | P      | Gf     | Gs     | DR  |
| -------------------- | ----- | ------- | ------- | ------- | ------- | ------- | ------- | ------------ | ------------ | ------------ | ------------ | ------------ | ------------ | ------ | ------ | ------ | ------ | ------ | ------ | --- |
| Serie C1 - Girone A  | 41    | 17      | 8       | 5       | 4       | 23      | 21      | 17           | 2            | 6            | 9            | 11           | 23           | 34     | 10     | 11     | 13     | 34     | 44     | -10 |
| Coppa Italia Serie C | -     | 2       | 0       | 2       | 0       | 1       | 1       | 3            | 2            | 0            | 1            | 3            | 5            | 5      | 2      | 2      | 1      | 4      | 6      | -2  |
| Totale               | -     | 19      | 8       | 7       | 4       | 24      | 22      | 20           | 4            | 6            | 10           | 14           | 28           | 39     | 12     | 13     | 14     | 38     | 50     | -12 |